# Шашич, Селия
Селия Шашич (нем. Célia Šašić; род. 27 июня 1988[…], Бонн), в девичестве Селия Окойино да Мбаби (фр. Célia Okoyino da Mbabi) — немецкая футболистка, выступавщая на позиции нападающего, бывший игрок «Бад-Нойенара», «Франкфурта» и сборной Германии. Двукратный чемпион Европы (2009 и 2013), бронзовый призёр летних Олимпийских игр (2008). Лучший бомбардир чемпионата мира по футболу 2015 года с 6 голами.

## Ранние годы
Отец Селии — камерунец, а мать — француженка. Её девичья фамилия примерно означает «(дочь) из Мбаби», в то время как Окойино — имя бабушки её отца. Фамилия футболистки была слишком длинной для написания на майке, поэтому во время её выступлений в Бундеслиге на форме писали только имя — «Селия», хотя на майке национальной сборной писалась вся фамилия целиком.

## Карьера

### Клубная
Да Мбаби начала свою футбольную карьеру в возрасте пяти лет в составе команды «Хермания Херсель». После смены нескольких клубов на низком уровне в 2004 году она попадает в состав футбольного клуба «Бад-Нойенар», выступающего в Первой Бундеслиге. В марте 2007 года Селия была награждена медалью Фрица Вальтера в бронзе. В 2012 году да Мбаби удостоилась звания футболистки года в Германии. В 2013 году перешла в футбольный клуб «Франкфурт».

### В сборной
С 2004 года выступала за юношеские и молодёжные сборные Германии. 28 января 2005 года дебютировала в составе основной национальной сборной в матче против Австралии. Первый гол забила 4 сентября 2005 года в ворота сборной Канады. В составе сборной стала двукратным чемпионом Европы (2009, 2013), бронзовым призёром летних Олимпийских игр 2008 и трёхкратным обладателем кубка Алгарве (2006, 2012, 2014).

## Личная жизнь
В 2007 году Селия окончила гимназию Фридриха Эберта в Бонне. С октября 2009 года занимается изучением культурологии в университете Кобленц-Ландау. В августе 2013 года вышла замуж за хорватского футболиста Марко Шашича, сына футбольного тренера Милана Шашича. Селия взяла фамилию мужа и теперь выступает под именем Селия Шашич.

## Достижения

### В сборной
- Чемпионат Европы: победитель (2) 2009, 2013
- Олимпийские игры: бронзовый призёр 2008
- Кубок Алгарве: победитель (3) 2006, 2012, 2014
- Чемпионат мира (до 20 лет): победитель 2004

### Индивидуальные
- Медаль Фрица Вальтера в бронзе[7]
- Футболистка года в Германии: 2012[9]